# اقتصاد قياسي

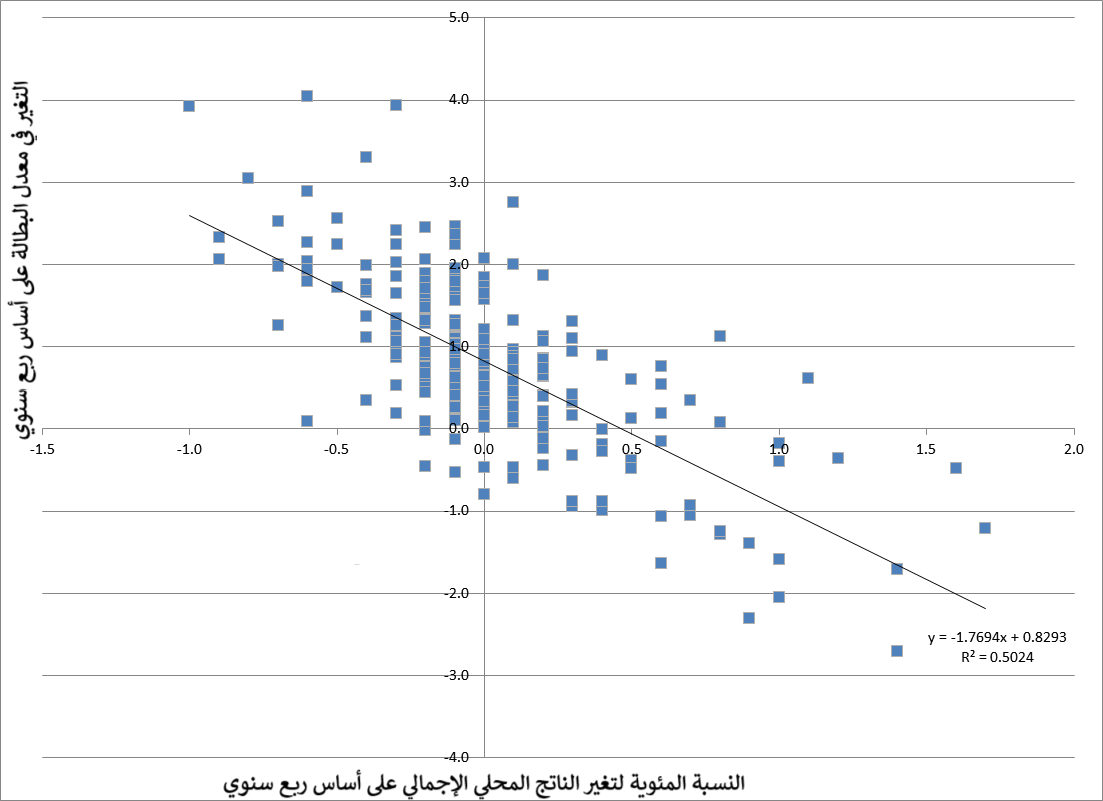
التمثيل الاحصائي لقانون أوكن للعلاقة بين نمو الناتج المحلي الإجمالي ومعدل البطالة باستخدام طريقة تحليل الانحدار.

الاقتصاد القياسي (بالإنجليزية: Econometrics)‏ هو تطبيق الطرق الإحصائية في التقييم العملي للعلاقات الاقتصادية. يستخدم تحليل الاقتصاد القياسي على نطاق واسع في الاقتصاد الدولي لتقدير أسباب وآثار التجارة الدولية وأسعار الصرف وحركات رأس المال الدولية.

## تعريف
الاقتصاد القياسي هو أحد فروع علم الاقتصاد، ويهتم بقياس وبتحليل الظواهر الاقتصادية الواقعية تحليلاً كمياً  مستخدما في ذلك:
1. النظرية الاقتصادية
2. الاقتصاد الرياضي
3. الإحصاء الرياضي والاقتصادي
4. أساليب الاستقراء الإحصائي المناسبة

وذلك بهدف تحليل واختبار النظريات الاقتصادية المختلفة من ناحية، والمساعدة في رسم السياسات واتخاذ القرارات والتنبؤ بقيم المتغيرات الاقتصادية في المستقبل من ناحية أخرى.
ويمكن اعتبار الاقتصاد القياسي على أنه التطبيق العملي لكل من النظريات الاقتصادية والاقتصاد الرياضي، وذلك من خلال توظيف محتوى النظريات الاقتصادية والعلاقات الرياضية على الظواهر الاقتصادية في أرض الواقع. ومن هنا تبرز أهميته القصوى لكل طالب أو باحث اقتصادي.
والمتتبع للدراسات والأبحاث في مجال الاقتصاد المنشورة في المجلات العلمية المحلية والدولية لا يكاد يجد دراسة أو بحث خالية من تطبيقات الاقتصاد القياسي. والمتعارف عليه اليوم أن من لا يعرف فن الاقتصاد القياسي فإنه لا يعد اقتصادياً بالمفهوم المعاصر.
كلمة اقتصاد قياسي (بالإنجليزية: Econometrics)‏ مكونة من مقطعين: ECONO مشتقة من اقتصاد و METRICS مشتقة من كلمة قياس.

## مفهوم
يهتم الاقتصاد القياسي بتحليل الظواهر الاقتصادية وصياغة الفرضيات الاقتصادية بعبارات رياضية، بحيث يمكن اختبارها إحصائيا وهو يشكل أساسا لقسم كبير من النظريات الخاصة بالاقتصاد والاعمال.

ويستخدم الاقتصاد الرياضي لإبراز عوامل وطبيعة الارتباط والعلاقة بين المتغيرات الاقتصادية مثل التكاليف والأسعار وسواها وتأثيرها على بعضها البعض، وللتنبؤ للمستقبل والتخطيط للمدى الطويل.

## برمجيات
- EViews
- SPAD
- إس بي إس إس
- لغة البرمجة آر
- gretl
- OxMetrics
- SHAZAM
- Stata
- TSP
- PSPP
- SAS

## وصلات خارجية
- بحث حول الاقتصاد القياسي، الموسوعة العربية (بالإنجليزية: Arab Encyclopedia)‏